# Parathesis latifolia
Parathesis latifolia är en viveväxtart som beskrevs av Cyrus Longworth Lundell. Parathesis latifolia ingår i släktet Parathesis och familjen viveväxter. Inga underarter finns listade i Catalogue of Life.